# Kitsutsuki Tantei-dokoro
Kitsutsuki Tantei-dokoro (jap. 啄木鳥探偵處) ist ein japanischer Kriminal-Roman von Kei Ii aus dem Jahr 1999. Im Jahr 2020 kam eine Adaption als Anime-Fernsehserie heraus, die international als Woodpecker Detective's Office veröffentlicht wurde.

## Inhalt
Der Roman spielt im Jahr 1909 und erzählt fiktive Geschichten aus dem Leben des japanischen Dichters Ishikawa Takuboku und dessen bestem Freund, dem Linguisten Kindaichi Kyōsuke. Beide sind Teil eines Dichterzirkels im Tokio der Meiji-Zeit. Ishikawa führt ein sorgloses, leichtes Leben, meist mit von seinen Freunden – vor allem von Kyōsuke – geliehenem Geld. Wenn er Geld selbst verdient, dann mit gelegentlichen Arbeiten für eine Zeitung oder seiner Dichtkunst. Um sich weitere Einkünfte zu erschließen, nimmt Ishikawa Ermittlungsaufträge an. Beim Lösen der Fälle wird er meist von Kyōsuke unterstützt. Das eingenommene Geld sendet er an seine Familie auf dem Land oder gibt es selbst schnell wieder aus, sodass er erneut auf die Großzügigkeit anderer angewiesen ist.
Unter der Freundschaft mit Ishikawa hat Kyōsuke immer wieder zu leiden, da er merkt wie er ausgenutzt wird. Dennoch kann er sich von seinem Freund nicht trennen, den er für seine lebhafte Art und seine Dichtkunst schätzt. Schließlich steht er Ishikawa zur Seite, als der schwer erkrankt und langsam schwächer wird, bis er an Tuberkulose stirbt. Bis zuletzt verfolgte Ishikawa auch eine Mordserie, durch die ihn seine Ermittlungen gebracht haben. Die Verbindung zwischen den Fällen erkannte nur er. Nicht lange vor seinem Tod kann Ishikawa schließlich den Täter ausfindig machen.

## Veröffentlichung
Der Roman erschien 1999 beim Verlag Tokyo Sogensha im Tankōbon-Format. 2008 erschien eine Neuauflage als Bunkobon.

## Animeserie
Beim Studio Liden Films entstand eine Adaption des Romans als Anime-Fernsehserie. Hauptautor war Taku Kishimoto, der auch die Drehbücher der meisten Folgen schrieb. Für Folge 6 wurde dies von Yurika Miyao übernommen. Regie führten Shinpei Ezaki sowie Tomoe Makino und die künstlerische Leitung lag bei Yusa Ito. Die Charakterdesigns stammen von Shuichi Hara.
Die Serie wurde vom 13. April bis 29. Juni 2020 von den Sendern Tokyo MX, BS Fuji und CS Family Gekijo ausgestrahlt. Die Plattform Crunchyroll, die sich auch an der Produktion beteiligt hatte, veröffentlichte den Anime international unter dem Titel Woodpecker Detective's Office, unter anderem mit deutschen und englischen Untertiteln.

### Synchronisation
| Rolle               | japanischer Sprecher (Seiyū) |
| ------------------- | ---------------------------- |
| Takuboku Ishikawa   | Shintarō Asanuma             |
| Kyōsuke Kindaichi   | Takahiro Sakurai             |
| Kodo Nomura         | Kenjiro Tsuda                |
| Taro Hirai          | Kensho Ono                   |
| Bokusui Wakayama    | Makoto Furukawa              |
| Isamu Yoshii        | Sōma Saitō                   |
| Sakutoro Hagiwara   | Yuichiro Umehara             |
| Ryūnosuke Akutagawa | Yukiya Hayashi               |
| Natsume Sōseki      | Shinichiro Miki              |

### Musik
Die Musik der Serie wurde komponiert von Kuniyuki Takahashi und Ryuuichi Takada. Der Vorspanntitel ist Honjitsu mo Makoto ni Seiten Nari von Makoto Furukawa.